# Lévai Balázs
Lévai Balázs (Budapest, 1968–) rendező, producer, korábban újságíró, televíziós szerkesztő-műsorvezető.

## Pályafutása
A budapesti Kaffka Margit Gimnáziumban érettségizett 1986-ban, majd 1988-1993 között az ELTE Bölcsészettudományi Karán folytatta tanulmányait. Az egyetem elvégzése után nyolc évig a budapesti Bajza Utcai Általános Iskolában tanított történelmet és irodalmat. Közben különböző lapokban jelentek meg írásai. 1995-ben végezte el a Színház- és Filmművészeti Főiskola színházelmélet és drámapedagógia szakát. A televízióban először a Fogadóóra című oktatási magazinban tűnt fel műsorvezetőként.
Emlékezetes Dob+basszus (Dob meg basszus...) című műsorában a magyar könnyűzene kiemelkedő művészeinek, együtteseinek  pályáját mutatta be. A Bestseller című műsorában a kor legjelentősebb íróival készített rendkívül színvonalas riportokat. Ezek egy részét azonos címmel kiadott két kötetében nyomtatásban is megjelentette. A Mindentudás Egyeteme kerekasztal-beszélgetéseinek állandó résztvevője. A Magyar Televízió Nagy Könyv című műsorsorozatában ügyvédkedett. Az utóbbi időkben főként producerként illetve rendezőként tevékenykedik (Színfolt Film).

## Magánélete
Felesége pszichológus. Két gyermekük: Júlia (1996) színházrendező Angliában, és András (1998) aki sportösztöndijjal (vízilabda) tanult és végzett közgazdászként a washingtoni George Washington Egyetemen.
Fiatal kora óta sportolt, vízilabdázott és teniszezett. 2004-ig a Szent István Egyetem SE vízilabdacsapatának edzője is volt.
2010 óta az Ybl Water Polo Club elnöke

## Díjak, elismerések, kitüntetések
- 2005 – Kamera Hungária díj, Kamera Hungária Televíziós Műsorfesztivál – A legjobb főcím (Besteller) és
  - a Legjobb tematikus tévéműsor (Dob+Basszus)
- 2007 – A Magyar Érdemrend lovagkeresztje
- 2008 – Kamera Hungária díj, Kamera Hungária Televíziós Műsorfesztivál – legjobb interjú díja a Bestseller Esterházy Péterről szóló részéért.
- 2013 – Kamera Korrektúra különdíj – (Karcolatok 20.)
- 2015 – Kamera Korrektúra díj – A legjobb ismeretterjesztő sorozat (Behálózva)
  - A legjobb dokumentumfilm (Engedem, hadd menjen)
- 2015 – Voltfólió különdíj (Tankcsapda roadmovie)
- 2017 – A Magyar Filmakadémia közönségdíja – #Sohavégetnemérős című filmje kapcsán (producer)
- 2020 – Artisjus-díj – Az év könnyűzenei produkciója (Like a Child – Fábián Juli film)

## Róla, műveiről
- Pápay György: Lévai Balázs: Bestseller – A világ nyitott könyv, Szépirodalmi figyelő 2004/4.

## Filmjei
- Három (az 1392-ből) – 20 éves a Kispál és a Borz (dokumentumfilm), 2007 – rendező-producer
- Fishing on Orfű (Kiscsillag videóklip), 2008 – rendező
- Szentimentálom – Filmetűdök 30y dalokra, 2012 – rendező-producer
- Ákos: Karcolatok 20, magyar dokumentumfilm, 2013 (Kovács Ákosról) – rendező
- Három rohadék rockcsempész – Tankcsapda road movie, 2014 – rendező
- Engedem, hadd menjen, magyar dokumentumfilm, 2014 – rendező
- #Sohavégetnemérős, magyar film, 2017, rendezte: Tiszeker Dániel (A Magyar Filmakadémia közönségdíja) – producer
- Pécsi szál, magyar dokumentumfilm, 2019 – rendező
- Like A Child, magyar dokumentumfilm, 2019 (Fábián Juli dzsesszénekesnő életéről) – rendező
- Nagykarácsony, játékfilm, 2021 – producer
- Nyugati nyaralás, játékfilm, 2022 – rendező-producer

## Könyvei
- Bestseller – A világ nyitott könyv – Lévai Balázs világirodalmi beszélgetései, Európa Könyvkiadó, Budapest, 2004, ISBN 963-077-664-2
- Bestseller – A világ nyitott könyv – új beszélgetések, Európa Könyvkiadó, Budapest, 2008, ISBN 978-963-078-485-6
- Lovasi – Idáig tudom a történetet; lejegyezte Lévai Balázs; Libri, Budapest, 2014, ISBN 978-963-310-217-6
- Beállás – Ponyvarákenrol, Athenaeum Kiadó, Budapest, 2017, ISBN 978-963-293-557-7
- Azok a régi csibészek – Párbeszéd a rock and rollról, Kossuth Kiadó, Budapest, 2020, ISBN 978-963-099-992-2

## Rövidebb írásai
- Lévai Balázs – Lovasi András: Lovasi a nevem (Hévíz 2014/2. Művészeti folyóirat – XXII. évfolyam 2. szám)